# Anguillai labdarúgó-szövetség
Az Anguillai labdarúgó-szövetség (angolul: Anguilla Football Association) Anguilla nemzeti labdarúgó-szövetsége. 1990-ben alapították. A szövetség szervezi az anguillai labdarúgó-bajnokságot, működteti az anguillai labdarúgó-válogatottat.